# Viggo Madsen
 Der er for få eller ingen kildehenvisninger i denne artikel, hvilket er et problem. Du kan hjælpe ved at angive troværdige kilder til de påstande, som fremføres i artiklen.

 For alternative betydninger, se Viggo Madsen (flertydig). (Se også artikler, som begynder med Viggo Madsen)
Carl Viggo Madsen (født 6. januar 1943 i Esbjerg, død 8. juli 2025 i Odense) var en dansk digter og forfatter. Han modtog i 2000 Emil Aaarestrup Medaillen.
Fra 11-års-alderen var han bosat i København (Istedgade 91, 3., t.h.) med skolegang i Oehlenschlægersgades Skole. Derfra blev han optaget på Vestre Borgerdyd i Helgolandsgade. Han blev Student 1962.
Viggo Madsen tog afgangseksamen fra Danmarks Biblioteksskole i 1966. Siden 1973 var han ansat ved Vollsmose Bibliotek, Odense. Han blev pensioneret 2003. Siden da var han fuldtidsforfatter. Privat var han bosiddende med sin kone og skildpadder i den nordlige del af Odense.

## Forfatterskabet i offentligheden
Viggo Madsen debuterede med en slags "selvbiografisk roman" i den modernistiske tradition, Brandmand på to hjul på Arena i 1966. I perioden 1966-2008 har han udgivet ca. 16 officielle digtsamlinger, dels på undergrundsforlag og dels på mere "etablerede" såsom Sommersko og Attika, men har dog siden 1989 også været på fast kontrakt hos Hovedland. Desuden har han siden debuten udgivet i alt fire romaner (for voksne) og ni børnebøger, heraf de otte i serien Detektivklubben.
Sammen med sin søn, Rune Høirup Madsen, har han kontinuerligt skabt løs på et fiktivt univers, centreret om flodhesten Boffel og dennes aparte familie og oplevelser, hvilket i 1999 resulterede i den første CD med musik om Boffels oplevelser.
Viggo Madsens forfatterskab har i mange år haft en høj stjerne hos mange danske digtere og forfattere, men har til gengæld været noget skjult for den bredere offentlighed. Til trods for adskillige officielle udmærkelser er det store folkelige gennembrud derfor endnu forestående. Anmelderen, kritikeren m.m. Lars Bukdahl har gennem flere år intenst i skrift og tale reklameret for Madsens indiskutabelt fascinerende og faktisk ganske let tilgængelige forfatterskab, senest ved udgivelsen af udvalgte digte i Viggo Madsens åbenbaring 2003.

## Karakteristik af det lyriske forfatterskab
Madsens lyriske forfatterskab er præget af jonglering med ord, begrebsbilleder og metaforer på en paradoksal vis, der på mange områder bringer mindelser om hans (lidt ældre) kollega Benny Andersen. Men hvor Andersens digte ofte trods en ironisk og mildt satiriserende tone ender i en romantiserende harmoni, kan Madsens digte lige så vel udtrykke en tragisk højstemt og til tider endda sarkastisk weltschmerz. Rent formelt kan der i visse af Madsens lyriske strategier og resultater drages sammenligninger med f.eks. Per Højholt og Emil Aarestrup, især i den kunstneriske finesse og udstyrelse.

## Karakteristik af Viggo Madsens prosa
Hvad angår prosabøgerne, der rent fysisk udgør en mindre del af forfatterskabet, var udgivelserne ofte i kortprosaens form. Disse indkredser både de samme temaer som lyrikken (f.eks. det almindelige, gennemsnitlige borgermenneskes uformåenhed overfor universet, objektivisering af det personlige gennem tingstale m.fl.) samtidig med at der gøres plads til flere nuancer. Genrer og stilarter er vidt spredte, også indenfor de enkelte bøger, fra science fiction over triviallitteratur til små moral-filosofiske "afhandlinger" (selvfølgelig altid med et Madsensk glimt i øjet).
Børnebøgerne fremstår som nævnt overvejende af serien Detektivklubben, der er klassisk fortalte spændingsbøger for unge mennesker. En pendant kunne være Dan Turells serie af Mord-bøger, der dog er skrevet for voksne.
Bogen om Boffel og de tilknyttede CD'er med sange fra universet kan dels betragtes som en udløber af Madsens lyriske strategier, og dels som et intimt projekt, der er uløseligt forbundet i samarbejdet med hans søn.
I de senere år var Viggo Madsen også begyndt at udvide udtrykket i en mere visuel retning ved bl.a. at udgive små hjemmeduplikerede blade med noget, der nærmest må karakteriseres som decoupager, og som gives væk gratis ved enhver given lejlighed, ligesom to af hans seneste bøger har været illustreret henholdsvis af ham selv (Kongregater) og af en kunstner (Grænsefladning). Hans karakteristiske oplæsninger og personlige optræden gjorde ham særdeles populær ved diverse poesifestivaler og oplæsningsarrangementer, og han var en flittig bidragyder til mange tidsskrifter, aviser m.m.
I 2007 redigerede og offentliggjorde han sammen med Bo Lille dagligt Dagens Haiku, hvortil alle kunne bidrage, i Information.

## Trivia
På en del af Viggo Madsens digtsamlinger gennem årene ses forfatteren selv på forsiden, i forskellige versioner. Ofte ser han lige ud på "os", læserne.